# Turandot (Busoni)
Turandot ist eine chinesische Fabel in zwei Akten von Ferruccio Busoni (Musik und Libretto).

## Entstehung
1905 und 1911 komponierte Busoni eine Bühnenmusik zu Carlo Gozzis chinesischem Theatermärchen Turandot (1762). Diese Bühnenmusik gestaltete Busoni 1916/17 zu einer Oper um, deren Partitur Anfang März 1917 beendet wurde. Damit sollte sein „Arlecchino“, der nur 60 Minuten dauerte, ergänzt werden.
Die Uraufführung fand gemeinsam mit Arlecchino unter der Leitung des Komponisten am 11. Mai 1917 im Stadttheater Zürich (heute Opernhaus Zürich) statt. Ein Jahr später wurde das Werk in Frankfurt am Main aufgeführt und erlebte 1947 in Hamburg 13 Aufführungen. Heute wird es nur noch selten gespielt: 1966 in der Deutschen Oper Berlin, 1967 konzertant in New York und 1980 gemeinsam mit Arlecchino in einer Inszenierung von Gottfried Wagner in Trier.

## Instrumentation
2 Flöten (2. auch picc), 2 Oboen (2. auch E.H.), 2 Klarinetten (2. auch Bkl), 2 Fagotte (2. auch K.Fg.), 4 Hörner, 3 Trompeten, 3 Posaunen, Pauken, Schlagzeug (4–5 Spieler: Glockenspiel, Xylofon, Tamtam, kleine Pauke, Trommel, kleine Trommel, Triangel, große Trommel, Becken), Celesta, Harfe, Streicher
Bühnenmusik: 2 Trompeten, 2 Posaunen, Pauken, Schlagzeug (Trommel, Becken, Tamtams, Glocken)

## Handlung

### 1. Akt
Vor einem der Stadttore Pekings erscheint Prinz Kalaf, der um die schöne Prinzessin Turandot, die Tochter des Kaisers von China, werben will. Diese gibt jedem ihrer Freier drei Rätsel auf und jeder, der diese nicht lösen kann, wird enthauptet. Kalaf lässt sich durch die Köpfe seiner glücklosen Vorgänger, die auf der Stadtmauer aufgepflanzt sind, nicht abschrecken.
Im Thronsaal des Palastes empfängt Turandot Kalaf und obwohl sie von ihm tief beeindruckt ist, geht sie nicht von ihrer Forderung nach der Lösung der Rätsel ab. Kalaf gelingt es zur Freude des Kaisers, die Rätsel zu lösen, worauf Turandot damit droht, sich zu erstechen. Da eröffnet ihr Kalaf mit dem Vorschlag, sie solle ihrerseits ein Rätsel lösen, die Möglichkeit, ihre Niederlage wettzumachen. Falls es ihr gelingt, das Rätsel nach seinem Namen und seiner Herkunft zu lösen, wolle er auf die Ehe verzichten.

### 2. Akt
In Turandots Frauengemach verrät Adelma, die Kalaf früher kennengelernt und gehofft hatte, ihn für sich zu gewinnen, Turandot des Rätsels Lösung.
Im Thronsaal nennt Turandot Name und Herkunft von Kalaf, worauf dieser der Verzweiflung nahe ist. Als Turandot dies merkt, gesteht sie ihm ihre Liebe.

## Konzeption
Busoni hatte schon in dem 1906 geschriebenen Entwurf einer neuen Ästhetik der Tonkunst die Form der Nummernoper verteidigt und seine Turandot in klar getrennte, geschlossene Nummern bestehend aus Arien, Ariosi, Ensembles und Chören, Rezitativen und gesprochenen Dialogszenen gegliedert.
Die Verwendung der absoluten musikalischen Form ist – wie in Arlecchino und Doktor Faust – ein wichtiges Stilelement. So ist das komplette 1. Bild ein geschlossenes Rondo.
Mit Arlecchino und Turandot wollte der Komponist die Commedia dell’arte zu neuem Leben erwecken. Bei der Gestaltung des Librettos orientierte er sich im Wesentlichen an die Vorlage von Gozzi, nur die drei Rätsel sind seine eigene Erfindung.